# Mesochorus ukiahensis
Mesochorus ukiahensis är en stekelart som beskrevs av Dasch 1971. Mesochorus ukiahensis ingår i släktet Mesochorus och familjen brokparasitsteklar. Inga underarter finns listade i Catalogue of Life.